# 브레인TV
브레인TV(BrainTV)는 대한민국 최초 장기 및 체스 전문 채널이다. 장기, 체스, 쇼기 등 세계 각종 장기, 두뇌 관련 콘텐츠 등 다양한 Edutainment(Education + Entertainment) 들을 다룬다. 채널의 이름은 두뇌를 뜻하는 영어단어인 브레인(Brain)과 TV를 합쳐서 만든 것이다. 2004년 10월에 정식으로 방송이 시작되었다. 전국 케이블TV와 위성방송 KT스카이라이프 채널 142번에서 시청할 수 있다. 또한 인터넷 프로토콜 텔레비전(IPTV)인 지니 TV CH 126, SK 브로드밴드 CH 222, LG 유플러스 CH 132 에서도 시청이 가능하다.

## 프로그램

#### 장기 (강좌물)
- 비급 초반 16수 (김경중)
- 비급 중반 전략 (김경중)
- 비급 중반 마무리 (김경중)
- 실전 수의 발견 (김기영)
- 실전 중반전투 X파일 (황문수, 김동학)
- 실전 묘수풀이 (김응술)
- 프로의 한 수 (황문수)
- 브레인 아카데미 (정원직, 김현기)
- 속성 포진 완전정복 (정원직)
- 특급 장기 전술 (하여명)
- 전투 장기 (이흥상)
- 장기 전술 가이드 (김동학)
- 묘수풀이 연구소 (김동학)
- 리턴즈 명승부 (이성준, 김봉철)
- 펀펀 묘수를 부탁해 (김동학, 송은미, 이은성, 성기창)
- 체크 명승부 다시보기 (이성준, 김봉철)
- 자전해설 스토리 (이성준 외 다수의 프로기사)
- 투데이 종반 마무리 (김동학)
- 기타 외 다수

#### 프로 기전
- 명인전
- 기성전
- 왕위전
- 프로 리그전
- 국수전
- 최강자전
- 천하전
- 세계인 장기 대회 (1회: 중국 흑룡강성 하얼빈 / 2회: 중국 요녕성 무순시)
- K-장기 챔피언십
- 프로기전
- 십단전
- 기타 외 다수

#### 아마추어 기전
- 제왕전
- 클럽 대항전
- 프로 입단대회
- 아마 국수전
- 아마 최고수전
- 어린이 장기왕전
- K- 장기 슈퍼 챌린지
- 장기 최강전
- 신선 전국 장기대회
- 경북도민 장기대회
- 달구벌 장기 대회
- 기타 외 다수

프로+ 아마추어 통합 기전
- 레이디 장기 챔피언십
- 오픈 장기 대항전
- 오픈장기 최강전
- 기타 외 다수

국제 기전
- 세계인 장기대회
- 중국 심양 국제 장기대회
- 한.중 장기 교류전
- 한.중 장기 대항전
- 기타 외 다수

기타
- 다큐멘터리 "장기"
- 장기야 놀자
- 장군 멍군 쇼
- 장기야 톡톡하자
- 브레인TV 현장 포커스
- 기타 외 다수

#### 체스
- Art of Chess
- Chess Classic
- Let's Play 파워 체스
- 코리아 체스 최강전
- Plus 체스 메이트
- 브레인 체스 마스터
- 월드 체스
- 어린이 체스대회
- 브레인 체스노트 시즌1, 시즌2
- 브레인 체크메이트
- 월드체스 레전드 매치
- 기타외 다수

#### 쇼기
- 가세 준이치의 쇼기를 익히자

#### 기타
- 세계를 움직이는 브레인
- 메디컬 이슈
- FUN FUN 보드게임
- 내아이 아인슈타인 만들기
- 총명한 두뇌만들기
- 황금열쇠 DNA
- 신의 메신저 수학
- 떳다 대박 창업
- 열린 창업 정보
- 잘난 글 못난 글
- 수학 정복자로 가는 길
- 영화감독의 선택
- 우리문화의 미스테리
- 브레인 Q 테스트
- 세계를 움직이는 색의 유혹
- 다문화 어린이 노래로 소통하다
- 청소년 좌뇌로 계획하고 우뇌로 결정하라
- 브레인 산책 (2~4분 가량의 특집 프로그램)
- 건강 플러스
- 행복 만들기
- 무림 고수를 찾아라
- 글로벌 스타크래프트 II 리그 (아프리카TV와 공동 진행)
- 기타 외 다수

## 같이 보기
- 장기
- 체스
- 쇼기
- 보드게임
- 스카이라이프
- 인터넷 프로토콜 텔레비전